# کلوسونه
کلوسونه (به ایتالیایی: Clusone) یک کومونه در ایتالیا است که در استان برگامو واقع شده‌است. کلوسونه ۲۵ کیلومتر مربع مساحت و ۸٬۴۶۱ نفر جمعیت دارد و ۶۴۷ متر بالاتر از سطح دریا واقع شده‌است.

## جغرافیا و اقلیم
کلوسونه بخشی از درهٔ سریو و فلات کلوسونه است. همچنین در حوضه آبریز اوییو قرار دارد. اقلیم این کومونه معتدل است. در زمستان دما تا ۱۰- سانتی‌گراد کاهش می‌یابد و در تابستان به ۳۰ درجه می‌رسد.

## تاریخچه
احتمال دارد که ایجاد شهر به نخستین یکجانشینی اوروبیان در سدهٔ سیزدهم پیش از میلاد بازگردد. سپس در دورهٔ امپراتوری روم، سکونت‌های مهمی در انجام شد که روستا را به مرکز مهمی در منطقه تبدیل کرد. نام روستا از این دوره مانده‌است. در سده‌های بعد، لمباردی‌ها به منطقه آمدند و به دنبال آن‌ها فرانک‌ها وارد شدند.
نخستین سندی که از کلوسونه نام می‌برد به سال ۷۷۴ بازمی‌گردد. شاخه‌ای از خانواده نجیب‌زادهٔ میلانی به نام آلیپراندی در پایان سدهٔ چهاردهم به کلوسونه نقل مکان کردند. پس از آن، دوران جمهوری ونیز، دورهٔ رونق هنری، فرهنگی و تجاری بود و درآمد زیادی برای شهر به ارمغان آورد. پس از آن، طبق پیمان کامپوفورمیو، کلوسونه به جمهوری چیسالپینه ملحق شد. در سال ۱۸۰۱ این منطقه به شهر ارتقا یافت و جمهوری ایتالیا در ۱۵ مهٔ ۱۹۵۷ آن را تأیید کرد.

## خواهرخوانده
شهر Le Raincy خواهرخواندهٔ کلوسونه است.